# Резцов, Виктор Фёдорович
Виктор Фёдорович Резцов (10 апреля 1947 года — 10 октября 2022 года) — советский и украинский учёный в области электроэнергетики и электротехники, доктор технических наук, член-корреспондент НАНУ (1995).
Родился 10 апреля 1947 года в селе Кушмурун Кустанайской области в семье железнодорожника. Вырос и получил среднее образование в станице Морозовской Ростовской области.

## Биография
В 1971 году окончил Харьковский авиационный институт, факультет двигателей летательных аппаратов по специальности «ЖРД-А» (жидкостные ракетные двигатели с атомным реактором).
По направлению работал в КБ «Химавтоматика» (Воронеж), занимался тепловыми и гидравлическими расчетами замедлителей, отражателя и защиты атомных реакторных установок для водородных двигателей космического назначения.
В 1973—2003 гг. в Институте электродинамики АН УССР (НАН Украины): аспирант, младший научный сотрудник, старший научный сотрудник, заведующий отделом, руководитель отделения комплексных энергетических систем с возобновляемыми источниками энергии.
Последовательно защитил кандидатскую и докторскую диссертации:
- Исследование электрических полей и обобщенных характеристик неоднородных анизотропных сред : диссертация … кандидата технических наук : 05.09.05. — Киев, 1977. — 169 с. : ил.
- Электрические поля, электрофизические и энергетические процессы в неоднородных, анизотропных и нелинейно проводящих средах : автореферат дис. … доктора технических наук: 05.09.05 / Резцов Виктор Федорович; [Место защиты: Институт электродинамики АН УССР]. — Киев, 1986. — 38, [1] с.

С 2003 г. заведующий отделом солнечной энергетики Института возобновляемой энергетики НАН Украины.
По совместительству преподавал и вёл научную деятельность:
- в Национальном авиационном университете на кафедре прикладной и теоретической физики читал курсы лекций «Колебания и волны» и «Энергосберегающие технологии»,
- в НТУУ «КПИ им. Игоря Сикорского» на кафедре прикладной физики — курс лекций «Синергетика», на кафедре возобновляемых источников энергии — «Использование солнечной энергии»,
- в Национальном университете пищевых технологий на кафедре электротехники — курс «Теория электромагнитного поля»,
- с 2000 г. профессор кафедры прикладной физики Физико-технического института.

В 1995 году избран членом-корреспондентом НАН Украины по специальности «Возобновляемые источники энергии».
Автор около 300 статей в научных журналах СССР: «Журнал технической физики», «Физика и техника полупроводников», «Теплофизика высоких температур», «Физика твердого тела», «Журнал прикладной механики и технической физики», и Украины: «Технічна електродинаміка», «Електронне моделювання», «Український фізичний журнал».
В 2004 году вместе с доктором технических наук Н. Н. Юрченко стал лауреатом премии НАН Украины им. академика Г. Ф. Проскуры за цикл работ «Элементы теории и методы построения фотоэлектрических систем для бортовых технологических установок космических аппаратов».